# Стрелба с полуправо мерене
Стрелба с полуправо мерене е метод за стрелба в артилерията, при който стрелящият наблюдава целта и насочва оръдието по хоризонталната плоскост към нея, съвмещавайки оптическата ос (кръста) на панорамата или марката на прицела с целта, а прицелването във вертикалната плоскост се води както при стрелбата от закрита позиция.